# Íngrid Betancourt
Pour les articles homonymes, voir Betancourt.
Ne doit pas être confondu avec Liliane Bettencourt.
Íngrid Betancourt Pulecio, née à Bogota le 25 décembre 1961, est une femme politique colombo-française, candidate à la présidentielle colombienne en 2002, enlevée par la guérilla paysanne des Farc et maintenue en captivité pendant plus de six ans dans la jungle amazonienne.
Elle est enlevée par les Forces armées révolutionnaires de Colombie (Farc) le 23 février 2002 alors qu’elle est en campagne présidentielle dans l'ancienne zone dite de « démilitarisation », là où se sont déroulés les pourparlers de paix avec les forces rebelles. Les négociations avec les Farc venaient d'échouer, et le gouvernement colombien annonçait le succès de l'opération militaire Tanatos, dont le but était de déloger la guérilla de la région. Son enlèvement est fortement médiatisé, en particulier « sur le registre de l'émotion » en France, ce qui en fait un otage de valeur pour la guérilla. Le gouvernement français essaie de la faire libérer en négociant avec les Farc et avec l'aide du président vénézuélien Hugo Chávez, sans succès.
Elle est délivrée, en compagnie de quatorze autres otages, lors de l’opération Jaque menée par l'armée nationale colombienne le 2 juillet 2008, six ans et demi après son enlèvement. Sa libération reçoit un large écho dans les médias.
Elle est désignée présidente d'honneur des Verts mondiaux lors du congrès de cette organisation en mai 2008 au Brésil. Elle est nommée citoyenne d'honneur de Longueuil, au Québec, lors d’une cérémonie protocolaire, en compagnie de la mairesse de Longueuil, Caroline St-Hilaire, en décembre 2010. Elle est élevée au grade de chevalier de la Légion d'honneur, reçoit le prix Princesse des Asturies de la Concorde et le Women's World Award (en). Son nom est proposé pour le prix Nobel de la paix, le prix Petra Kelly et un DVF Award.

## Biographie

### Jeunesse et études
Íngrid Betancourt est la fille de Gabriel Betancourt Mejía, ancien ministre colombien de l’Éducation, sous-directeur général de l'Unesco et ambassadeur de Colombie en France, et de Yolanda Pulecio Vélez, reine de beauté pendant sa jeunesse, puis députée, sénatrice et ambassadrice. Sa première communion lui est donnée par le pape Paul VI lors de son passage en Colombie en août 1968. 
Fin 1963, son père est nommé directeur adjoint de l’Unesco à Paris, puis ambassadeur de Colombie auprès de cette organisation. Elle y passe une partie de son enfance, scolarisée à l'Institut de l'Assomption. De nombreuses personnalités fréquentent la famille, comme Fernando Botero et Gabriel García Márquez, ainsi que Pablo Neruda, avec qui sa famille garde un fort lien d'amitié jusqu'à la mort de ce dernier en 1973.
Íngrid Betancourt fait ses études secondaires au lycée français Louis-Pasteur de Bogota, puis intègre l'Institut d'études politiques de Paris, où elle suit le cours de Dominique de Villepin. Elle obtient son diplôme (section Relations internationales) en 1983. Elle rencontre le diplomate français Fabrice Delloye, qu'elle épouse en 1981. De cette union naissent deux enfants, Mélanie et Lorenzo Delloye-Betancourt. Le couple se sépare en 1990.
En 1997, elle épouse à Bogota le publicitaire Juan Carlos Lecompte, avant de divorcer en 2011.

### Carrière politique

#### Débuts en politique et élection au parlement
Íngrid Betancourt est en Colombie en 1989 auprès de sa mère, Yolanda Pulecio, fortement ébranlée par l'assassinat de Luis Carlos Galan, candidat aux élections présidentielles sur un programme de lutte contre la corruption. En 1990, elle entre au ministère des Finances, où son nom a été suggéré au ministre par un ami devenu directeur du journal Semana. En 1992, elle est affectée au ministère du Commerce extérieur, sous la direction de Juan Manuel Santos (futur président de la Colombie en 2010).
Après quelques années de travail, déçue par les rivalités politiciennes (des ministres entretenaient des ambitions présidentielles et aucun ne voulait voir son rival conforter sa popularité au sein du Parti libéral) et par la corruption, elle se présente aux élections législatives colombiennes de 1994 (en) ; elle est investie sans difficulté par le Parti libéral, grâce à l'influence de sa mère, elle-même sénatrice. Lors de sa campagne, elle distribue des préservatifs. Elle obtient un siège au Capitole national avec un très bon score.

#### Affaire des fusils Galils
Elle accroît sa notoriété auprès des Colombiens à l'occasion d'un scandale qu'elle a contribué à révéler. Au début des années 90, Israël cherchait à se débarrasser de ses fusils « Galils », modèle peu efficace, notoirement dépassé, méprisé par les soldats israéliens eux-mêmes, et surtout totalement inadapté au climat tropical colombien. À la fin du mandat de César Gaviria un gros contrat d'achat de ces fusils est négocié. Les responsables israéliens remportent le marché colombien à l'aide de confortables pots-de-vin, évinçant les concurrents américain Colt et français avec le Famas.
Quatre députés, parmi lesquels Íngrid Betancourt et un ancien guérillero du M-19, alertés par un ex-militaire inquiet de voir des armes obsolètes équiper ses anciens collègues, mènent l'enquête et découvrent la corruption. Trois hauts fonctionnaires sont accusés de corruption par la justice, bien qu'ils ne soient, selon Íngrid Betancourt, que des « boucs-émissaires » car, estime-t-elle, nombre de politiciens et militaires sont aussi compromis. Ce premier combat la perturbe. Le gouvernement, et principalement le ministre de la Défense Fernando Botero Zea, réplique par une virulente campagne de calomnie largement relayée par les grands médias du pays. Ils l'accusent avec les trois autres députés d'avoir été financés par Colt. Cela entraîne des poursuites à son encontre par la justice colombienne, mais son innocence est reconnue.

#### Proceso 8000
En 1996, Íngrid Betancourt se trouve de nouveau sous le feu des projecteurs à l'occasion des débats au Parlement sur les liens du chef de l’État, Ernesto Samper, avec le Cartel de Cali. Deux ans auparavant, les frères Rodriguez, patrons du Cartel, soutiennent la candidature de Samper à laquelle ils contribuent financièrement pour une grosse part, dans un enregistrement réalisé à leur insu et dévoilé par le candidat déchu, Andres Pastrana. Niant dans un premier temps l'authenticité de l'enregistrement, la présidence est contrainte de reconnaître les faits. Seulement, affirme le gouvernement, le président n'en a jamais rien su. Tout a été réalisé par son équipe de campagne. Le scandale continue d'enfler jusqu'à contraindre le gouvernement à proposer un vaste débat public pour convaincre de sa bonne foi.
L'affaire est portée à délibération au Parlement. Mais d'après les accusateurs une centaine de députés et plus de la moitié des sénateurs sont eux-mêmes impliqués dans l'affaire nommée « Proceso 8000 » selon le numéro de dossier attribué par le procureur de Cali à une perquisition chez un comptable lié au Cartel. Íngrid Betancourt fait une grève de la faim de deux semaines pour dénoncer les manœuvres de ses collègues parlementaires : une loi votée par le Sénat suspend toute enquête sur des contributions financières d'origine incertaine. Le déroulement de l’enquête est ponctué d'assassinats de témoins qu'elle estime orchestrés par le gouvernement. Íngrid Betancourt elle-même échappe à une tentative d'assassinat. La culpabilité du président est rejetée par les parlementaires avec une écrasante majorité ; seuls deux ministres sont inculpés pour relations avec le Cartel.
La corruption du Parti libéral amène Íngrid Betancourt à former son propre parti, Oxigeno Verde, avec lequel elle devient sénatrice. Elle apporte son concours à la candidature du conservateur Andres Pastrana pour l'élection présidentielle de 1998 mais entre par la suite dans l'opposition à son gouvernement, qui selon elle n'appliquerait pas ses promesses de campagne et s'accommoderait de la corruption, notamment en raison d'un scandale impliquant un proche conseiller du président.

### Otage des Farc entre 2002 et 2008

#### Capture
En février 2002, le gouvernement d'Andrés Pastrana rompt les négociations avec les guérilleros des Farc et ordonne la reconquête des 42 000 km2 qui leur avaient été concédés. Une grande opération militaire — l'opération Thanatos — est déclenchée par l'armée colombienne sur ordre du président Pastrana pour déloger les forces rebelles du territoire le 21 février 2002.
Le 23 février 2002, le président Pastrana survole en hélicoptère San Vicente del Caguán pour affirmer par sa présence le succès de l'opération Thanatos. Les autorités refusent qu'Íngrid Betancourt voyage par voie aérienne avec les journalistes qui accompagnent le chef de l’État. Le président Andrés Pastrana argue de l'insécurité dans la zone. Simultanément il retire les gardes du corps assignés à la protection d'Íngrid Betancourt, laissant sans sécurité la candidate à l'élection présidentielle. Sa décision n'a jamais été expliquée. Il semblerait que, pour des raisons de convenance politique, il voulait éviter la présence d'un candidat de l’opposition à San Vicente del Caguan en même temps que lui, durant la conférence de presse internationale qu'il avait convoquée.
Íngrid Betancourt maintient son déplacement afin de soutenir le maire de San Vicente del Caguán, membre de son parti politique. À la sortie de Florencia, un barrage militaire contrôle l'identité des passagers et laisse passer les voitures dont celle d'Íngrid Betancourt. Comme le gouvernement l'a annoncé, les voitures traversent une zone fortement militarisée avec des patrouilles de soldats et des hélicoptères. Au détour d'un pont, les voitures sont arrêtées par un autre barrage militaire. Cette fois, ce sont les Farc, installées sur la route à la sortie du village de Montañitas. Íngrid Betancourt et Clara Rojas sont prises en otages.
Cet enlèvement inquiète le pouvoir, du fait de la notoriété de la candidate à l'étranger, notamment en France, et parce que le gouvernement craint que le fait d'avoir enlevé les escortes d'Íngrid Betancourt ne suscite des critiques à son encontre.
En France, Dominique de Villepin, ministre des Affaires étrangères, fait de la libération d'Íngrid Betancourt une affaire d'État.
Les Farc justifient son enlèvement par son appartenance à l'oligarchie qu'ils entendent combattre et par son vote de budgets militaires dirigés contre la guérilla, ce qui en ferait une ennemie du mouvement guérillero.

#### De 2003 à 2006
En juillet 2003, l’« opération 14 juillet », tentative de libération d’Íngrid Betancourt par des forces spéciales du gouvernement français est un fiasco. De surcroît, elle provoque une tension dans les relations diplomatiques de la France avec la Colombie et le Brésil.
Le 9 juillet 2003, un avion de transport militaire français atterrit sur l’aéroport de Manaus, au Brésil, à la demande de la famille Betancourt, dans le but d’exfiltrer l'otage, dont la libération imminente est attendue sur la foi d'une information validée par le nouveau gouvernement. À bord de l'avion se trouvent une équipe médicale et des diplomates, dont le chef-adjoint du cabinet du ministre français des Affaires étrangères, qui a décidé l’opération. Le commandant de bord a obtenu l’autorisation d’atterrissage au prétexte de faire le plein de kérosène avant de regagner Cayenne. Toutefois, l’attitude des Français paraît suspecte à la police brésilienne (refus d’inspection de l’avion, propos des Français concernant le « ramassage de quatre personnes »). Le ministre brésilien des Affaires étrangères, Celso Amorim, informé le 12 juillet de cette présence française, contacte son homologue français qui fait allusion à une opération humanitaire. Le 13 juillet, l’avion doit décoller pour Cayenne, sur ordre du président Luiz Inácio Lula da Silva.
L’opération est rendue publique par l'hebdomadaire brésilien Carta Capital. Les ambassadeurs français au Brésil et en Colombie sont convoqués. Dominique de Villepin, le ministre français des Affaires étrangères, présente des excuses publiques le 31 juillet. La mission provoque une polémique, car elle aurait été décidée par le ministre français des Affaires étrangères seul qui n'a informé ni le ministre de la Défense, ni le Premier ministre, ni le président de la République, mais les protagonistes impliqués reviendront ensuite officiellement sur leurs dires,.
Le 2 janvier 2004, le guérillero Simón Trinidad chargé des négociations de libération d'Íngrid Betancourt et des autres prisonniers politiques des Farc et du gouvernement est arrêté à Quito, où il devait rencontrer un représentant de l'Onu, au terme d'une opération conjointe des services secrets américains et colombiens. Remis aux États-Unis qui l'accusaient d'avoir exporté 5 kg de cocaïne, il est condamné à soixante ans de prison.
La mobilisation pour la libération d'Íngrid Betancourt se poursuit en France. Le chanteur Renaud écrit une chanson en son honneur (Dans la jungle) et organise des concerts de soutien (notamment le 23 février 2006 au Zénith de Rouen ou au Zénith de Paris en novembre 2007).

#### 2007

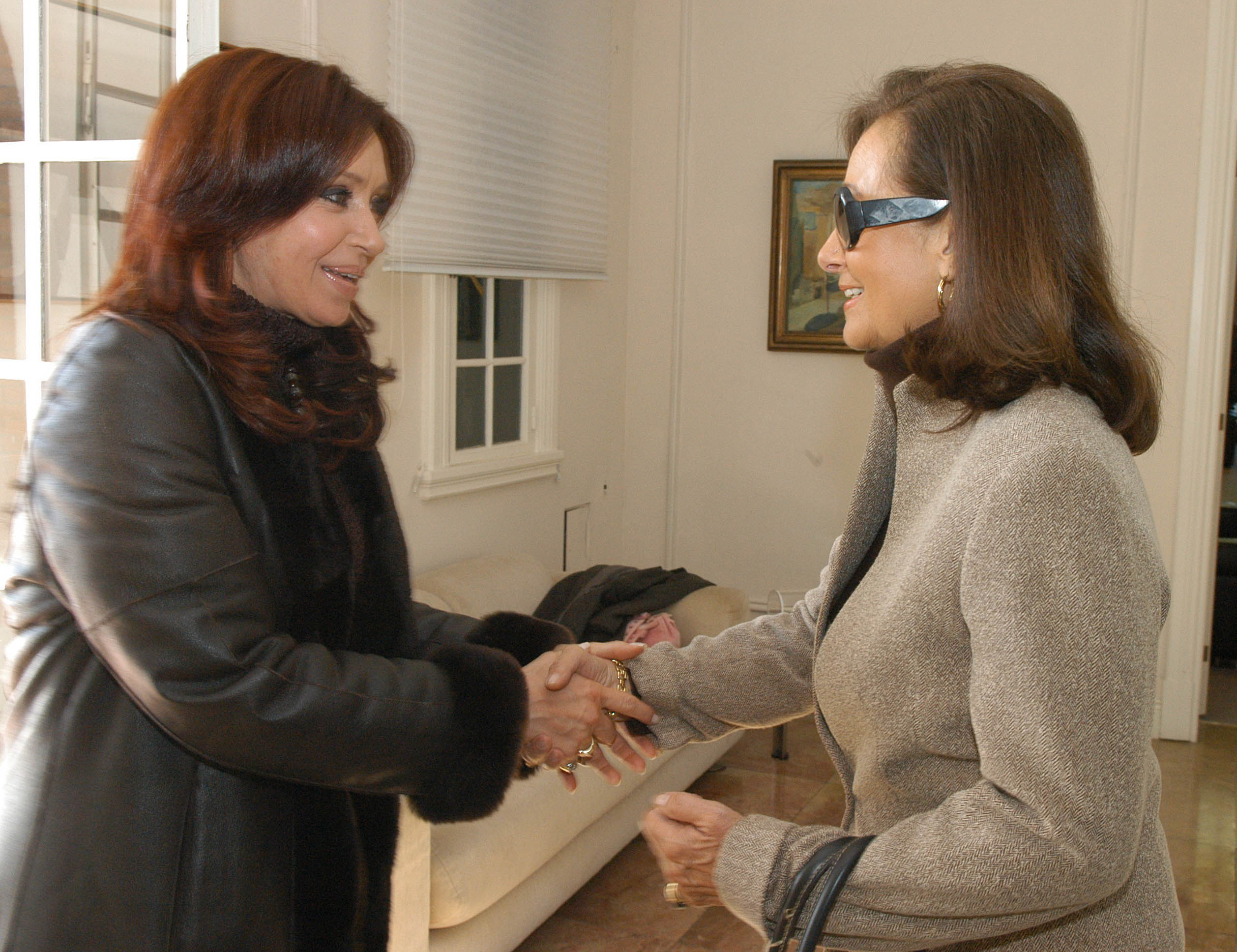
La présidente d'Argentine, Cristina Fernández de Kirchner, avec Yolanda Pulecio, la mère d'Íngrid Betancourt, le 30 mai 2007.

Un otage des Farc, le sous-officier colombien Jhon Frank Pinchao, parvenu à s'échapper, s'exprime sur ses difficiles conditions de détention et donne des indices pour la recherche de l'otage. Il indique l'avoir rencontrée le 28 avril 2007 et affirme qu'elle a essayé à cinq reprises de s'échapper.
Le président Álvaro Uribe informe le 4 juin 2007 qu'il a libéré sans condition le chef guérillero des Farc, Rodrigo Granda (en), à la demande expresse de son homologue français Nicolas Sarkozy. Álvaro Uribe annonce également la libération à venir de plus de cent cinquante rebelles repentis afin d'inciter la guérilla à libérer ses otages. Mais la guérilla colombienne rejette cette manœuvre, l'assimilant à un « rideau de fumée », à laquelle ne participeraient que d'ex-rebelles ayant abandonné la guérilla et selon plusieurs avocats des paysans et syndicalistes incarcérés soumis à des pressions pour s'avouer guérilleros.
Le 30 novembre 2007 les autorités colombiennes diffusent une vidéo d'Íngrid Betancourt (récupérée avec une lettre de douze pages d'Íngrid Betancourt à sa famille, à la suite de l'arrestation à Bogota de trois hommes appartenant aux Farc) qui daterait du 24 octobre 2007[réf. nécessaire]. Elle y apparaît la tête baissée, extrêmement amaigrie et les cheveux très longs. L'otage ne prononce pas le moindre mot.
Le 1er décembre 2007, les Farc demandent à demi-mot l'intervention de Nicolas Sarkozy pour la libération des otages, dont Íngrid Betancourt, le gouvernement colombien également[réf. nécessaire]. Par messages (l'un radiodiffusé, l'autre télédiffusé) du 6 décembre 2007, Nicolas Sarkozy en appelle à la fibre humanitaire du chef des Farc, Manuel Marulanda Vélez.
Le lendemain de la parution de la vidéo, des extraits de la lettre qu'Íngrid Betancourt a adressée à sa mère sont rendus publics. La Franco-Colombienne y raconte la vacuité des jours, les vexations quotidiennes et la fatigue des longues marches imposées par la fuite permanente des guérilleros. Elle souhaite entendre la voix de ses enfants par l'intermédiaire d'une radio abîmée en sa possession. Elle demande précisément que trois messages hebdomadaires lui soient envoyés par ce biais les lundis, mercredis et vendredis. Radio France internationale, captée dans la jungle colombienne, répond positivement à la demande du comité de soutien à Íngrid Betancourt. Après un premier envoi de message le 7 décembre 2007, l'opération est prévue pour se prolonger jusqu'à sa libération. Íngrid Betancourt reçoit l'aide de l'Église catholique romaine, qui joue un rôle actif dans les négociations.

#### 2008
Les négociations entre la France et la guérilla sont entravées par le gouvernement colombien qui entend se concentrer sur l'option militaire. L’émissaire français Noël Saez, chargé par la présidence française des négociations de libération d'Íngrid Betancourt indique : « Nous avons la désagréable impression que le président Alvaro Uribe se sert de nous […]. Nous risquons de perdre la confiance des Farc, qui observent avec scepticisme qu’après chacune de nos incursions dans leurs zones leurs campements sont bombardés par les forces régulières. […] Malgré toutes nos précautions, l’armée nous utilise pour arriver jusqu’aux Farc. »
Le 5 février 2008, deux millions[réf. nécessaire] de Colombiens manifestent contre les Farc, encouragés par le gouvernement, les médias et les entreprises. La gauche n'appelle pas à manifester. La droite la plus dure et les paramilitaires, en perdant leur monopole de fermeté anti-Farc, s'en trouvent affaiblis. La manifestation met le gouvernement colombien en position de force face aux Farc comme face aux paramilitaires et à leurs soutiens, jusque dans son propre parti, où le scandale de la parapolitique bat son plein. Quatre dirigeants paramilitaires dont la tête a été mise à prix sont tués par la police, arrêtés ou extradés dans les trois mois qui suivent la grande manifestation, alors que l'arrestation un an plus tôt de Jorge Noguera Cotes, ex-chef des services secrets, après des révélations de presse fracassantes, avait fragilisé tout l'édifice paramilitaire.
Le 28 février 2008, un otage des Farc libéré quelques jours auparavant informe la France de l'état de santé alarmant d'Íngrid Betancourt. Il aurait précisé à Nicolas Sarkozy qu'elle subissait des sévices, vivait dans des conditions inhumaines et était extrêmement affaiblie après avoir contracté une hépatite B. Le président français s'exprime sur le sujet le jour-même : la libération de l'otage est pour lui une question de vie ou de mort, il est prêt à chercher Íngrid Betancourt à la frontière colombienne si telle était une condition des Farc. Les enfants d'Íngrid Betancourt se disent « extrêmement angoissés » par la situation de leur mère.
Le 1er mars 2008, à la suite d'une opération menée par l'armée colombienne, Luis Edgar Debia Silva, dit Raúl Reyes, considéré comme le numéro deux des Farc, est tué en territoire équatorien (à 1,8 km de la frontière colombienne), piégé alors qu'il négociait la libération d'Íngrid Betancourt. Si le gouvernement colombien considère ce résultat comme l'un des coups les plus durs portés aux Farc, et s'en félicite, la famille d'Íngrid Betancourt s'inquiète des répercussions négatives sur son éventuelle libération. L’événement provoque une vive crise diplomatique avec l’Équateur, scandalisé par le bombardement de son territoire national.
L’ambassadeur de France en Équateur laisse entendre quelques jours après la mort de Raúl Reyes que les États-Unis seraient impliqués, sans apporter plus de précision.
Une réunion se tient le 26 février 2008 à Panama avec les délégués des pays médiateurs (Espagne, France, Suisse) et le haut-commissaire colombien pour la paix Luis Carlos Respreto, indique Fabrice Delloye, ex-mari d'Íngrid Betancourt, dans un entretien au journal France-Soir. Selon lui, les délégués étaient sur le point de rencontrer Raúl Reyes ; mais dans la nuit du 1er mars, le président colombien, Álvaro Uribe fait abattre Reyes en territoire équatorien sans prévenir ni les présidents des États médiateurs, ni le président Correa alors que l'opération est effectuée en Équateur.
Dans un entretien au journal colombien Cambio, la sénatrice Piedad Córdoba parle de Noël Saez, assesseur du gouvernement français frappé par la concomitance de la mort de Reyes, avec son appel précédant la localisation du chef guérillero. Lors d'un point de presse officiel le 7 mars 2008, le ministre français des Affaires étrangères, Bernard Kouchner, confirme que la France était en contact avec Reyes quelques jours avant sa mort, alors que le 5 mars 2008, Laurent Wauquiez, porte-parole du Premier ministre français François Fillon, affirme qu'il n'y a « pas eu récemment » de contact avec Paris à propos d'Íngrid Betancourt.
Dès lors les Farc présentent cette action militaire comme un « grave revers » dans les négociations en cours avec les présidents français, équatorien et vénézuélien, ce qui a été confirmé par ces pays.
L'exécution de Reyes entraîne également une crise entre la Colombie et les pays voisins : l’Équateur, qui proteste contre l'incursion de l'armée colombienne sur son territoire, et le Venezuela, que la Colombie accuse d'appuyer les Farc, en se basant sur des documents retrouvés dans l'ordinateur portable de Raúl Reyes. Un groupe d'experts en affaires internationales, dont John Womack (en), de l'université Harvard, et Larry Birns (en), du Conseil des Affaires hémisphériques des États-Unis, précise dans un compte rendu rapporté par Tele Sur, que la Colombie avait exagéré à des fins politiques le contenu de ces ordinateurs. Selon ce groupe, mais également selon José Miguel Insulza, « de manière évidente il n'existe pas de preuves qui lient le Venezuela avec les rebelles colombiens » notamment sur le plan financier.
Dans la nuit du 28 mars au 29 mars 2008, un Falcon 900, envoyé par l'Élysée, s'est posé « discrètement » sur la piste de Cayenne, en Guyane. Il s'agit d'un avion médicalisé, stationné sur une base militaire, dans l'attente de la libération d'Íngrid Betancourt, après qu'un médiateur colombien a affirmé le 27 mars 2008 qu'Íngrid Betancourt est atteinte d'une hépatite B, d'une leishmaniose et souffre de malnutrition.
À la suite de ces informations, le président Álvaro Uribe propose le jour même aux Farc la libération de tous les guérilleros y compris les prisonniers Farc condamnés pour crime contre l'humanité, en échange de la libération d'Íngrid Betancourt. Cette proposition est jugée « illégale » par le ministère colombien de la Justice et l'Organisation des Nations unies le 28 mars 2008.
Le lendemain 30 mars 2008, l'avion redécolle vide de la base militaire de Rochambeau, à quinze kilomètres de Cayenne, en Guyane, pour rejoindre Paris. Des sources militaires évoquent une opération de renfort pour l'opération Harpie luttant contre l'orpaillage illégal en Guyane, lancée un mois plus tôt par Nicolas Sarkozy : les raisons exactes de la présence de cet avion resté trente-six heures à Rochambeau sont floues. L'Élysée indique dans la journée qu'un autre avion médicalisé reste en alerte permanente à la base militaire de Villacoublay près de Paris, prêt à décoller à tout moment.
Quelques heures plus tard, le Premier ministre français, François Fillon, affirme au journal télévisé de 20 h de TF1 que le pays reste prêt à accueillir des guérilleros des Farc, qu'il qualifie de « militants », si eux-mêmes libèrent Íngrid Betancourt. Dans un entretien sur France Inter, le Premier ministre français va plus loin en proposant le statut de réfugié politique aux guérilleros des Farc. L'association France terre d'asile réagit promptement à ces propos en rappelant que le statut de réfugié politique ne peut être accordé à une personne dont on aura de sérieuses raisons de penser qu’elles ont commis un crime contre la paix, un crime de guerre ou un crime contre l’humanité. La réponse des Farc et la proposition relayée par Paris et Bogota se font attendre.
Le 1er avril 2008, La Tribune rapporte la publication la veille par l’Agence de presse bolivarienne, basée au Venezuela, d'un communiqué des Farc. Dans une lettre datée du 20 mars 2008, Iván Márquez, un des sept chefs des Forces armées révolutionnaires de Colombie, indique qu’après l'attaque qui a causé la mort du commandant Raúl Reyes il est clair qu’« il n’y aurait pas de rencontre avec la délégation française en vue d’étudier la libération d’Íngrid ».
Le 1er avril 2008, Nicolas Sarkozy demande dans un second message à l'adresse des Farc et de Manuel Marulanda Vélez de « libérer immédiatement Íngrid Betancourt » ; il ajoute : « Ce serait un crime de ne pas la relâcher ». Le 2 avril 2008, le gouvernement français annonce l'envoi d'une mission humanitaire composée de Noël Saez, ancien consul français à Bogotá, Daniel Parfait, diplomate et compagnon d'Astrid Betancourt, ainsi qu'un médecin pour « accéder à notre compatriote Íngrid Betancourt ». Dans un communiqué via l'agence de presse ANNCOL, les Farc considèrent naïve l'attitude de Nicolas Sarkozy. Le 8 avril 2008, la guérilla des Farc déclare « irrecevable » la mission humanitaire, excluant ainsi d'agir sous « la pression médiatique ».
De plus, les Farc assurent à travers un communiqué diffusé par l'agence ANNCOL et rapporté par Le Nouvel Observateur du 3 avril 2008 que la France est un pays capitaliste, que son président est de droite et qu'ils ne savent pas quelles sont les limites de sa sincérité. Comme le rapporte également ANNCOL, les Farc gardent le souvenir de la fâcheuse expérience de l'appel téléphonique de membres du gouvernement français qui a permis de localiser le camp de Raúl Reyes et, avec le soutien des États-Unis, à l'armée colombienne d'exécuter ce dernier.
Dans un entretien donné au journal conservateur colombien El Tiempo en avril 2008, un prêtre, déjà impliqué dans des libérations de prisonniers rapporte avoir été approché par les Farc qui « cherchent la manière de libérer Íngrid Betancourt ». Elle serait malade et dépressive, refuserait la nourriture et les médicaments des guérilleros, et aurait été amenée plusieurs fois dans des centres médicaux. L’émissaire français Noël Saez confirme que la guérilla s’apprêtait à la libérer lorsque le président colombien a déclenché l'opération Jaque.

#### Libération

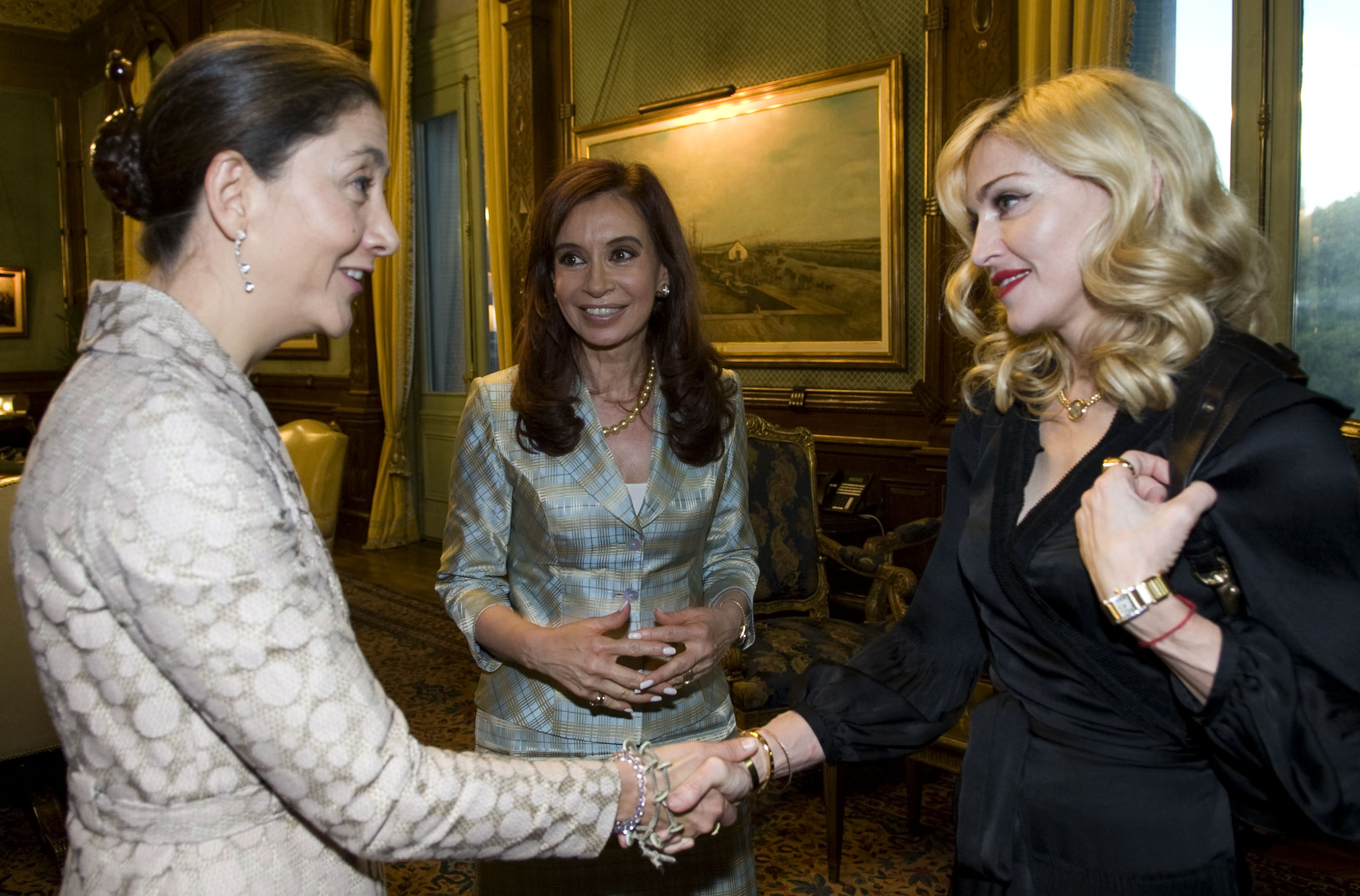
Íngrid Betancourt rencontre Madonna, sous les yeux de la présidente argentine Cristina Fernández de Kirchner, à la Casa Rosada en décembre 2008.

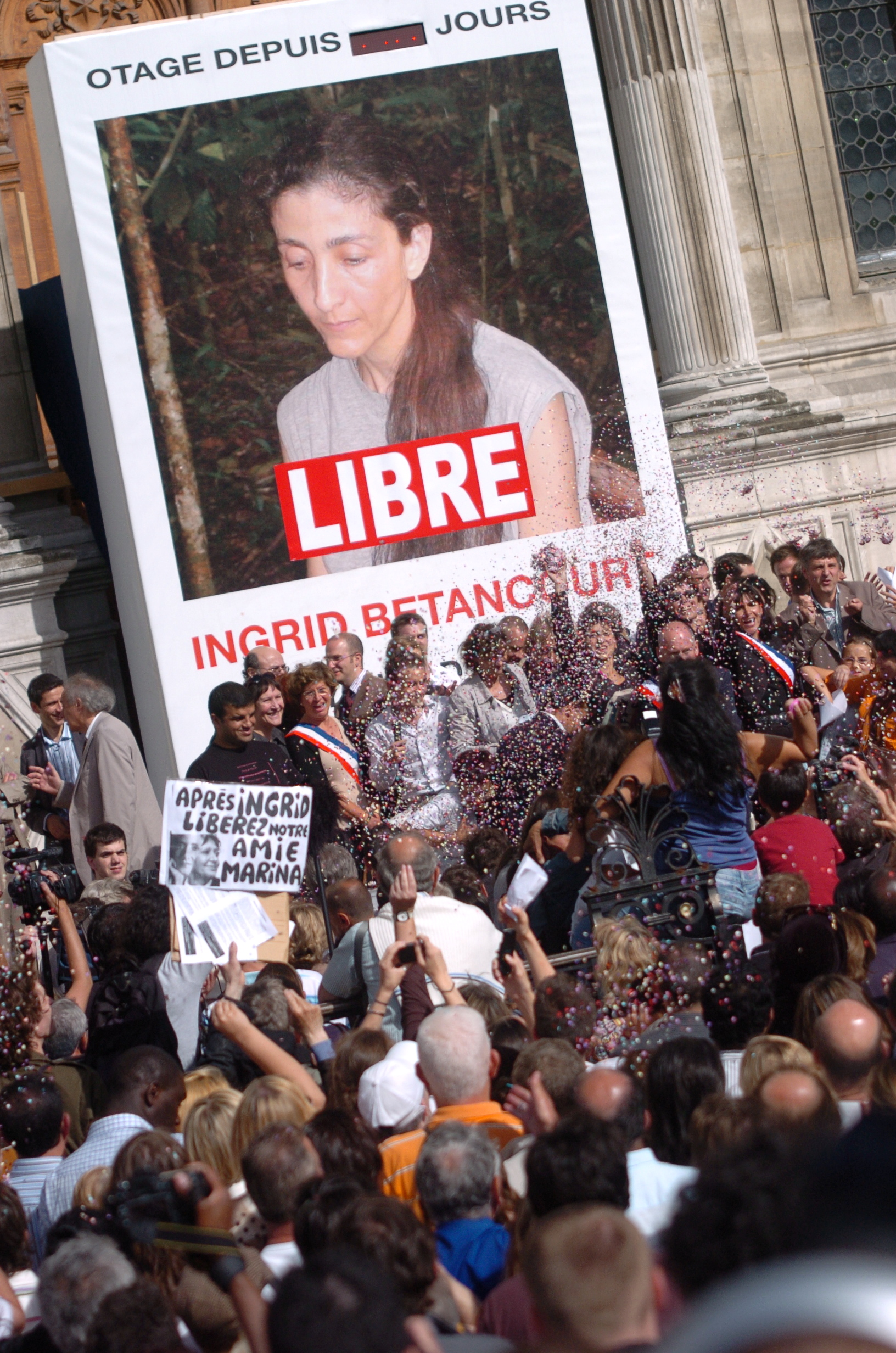
Rassemblement de soutiens d'Íngrid Betancourt, le 03 juillet 2008 devant l'Hôtel de Ville de Paris, au lendemain de l'annonce de sa libération.

Íngrid Betancourt est libérée le 2 juillet 2008, avec quatorze autres otages, au cours de l'opération Jaque menée par l'armée nationale colombienne.

### Retour en France
Le surlendemain de sa libération, Íngrid Betancourt se rend en France. Elle rencontre à son arrivée le président Nicolas Sarkozy et les associations qui ont œuvré à sa libération. Le lendemain, elle subit des examens médicaux à l'hôpital d'instruction des armées du Val-de-Grâce et déjeune avec l'ancien Premier ministre Dominique de Villepin, qui fut également son professeur. Elle est reçue au Sénat le 8 juillet 2008 puis à l'Assemblée nationale, ainsi que par l'ancien président Jacques Chirac le lendemain.
Le 14 juillet 2008, Nicolas Sarkozy lui remet les insignes de chevalier de la Légion d'honneur lors de la garden-party de l'Élysée.

#### Critiques

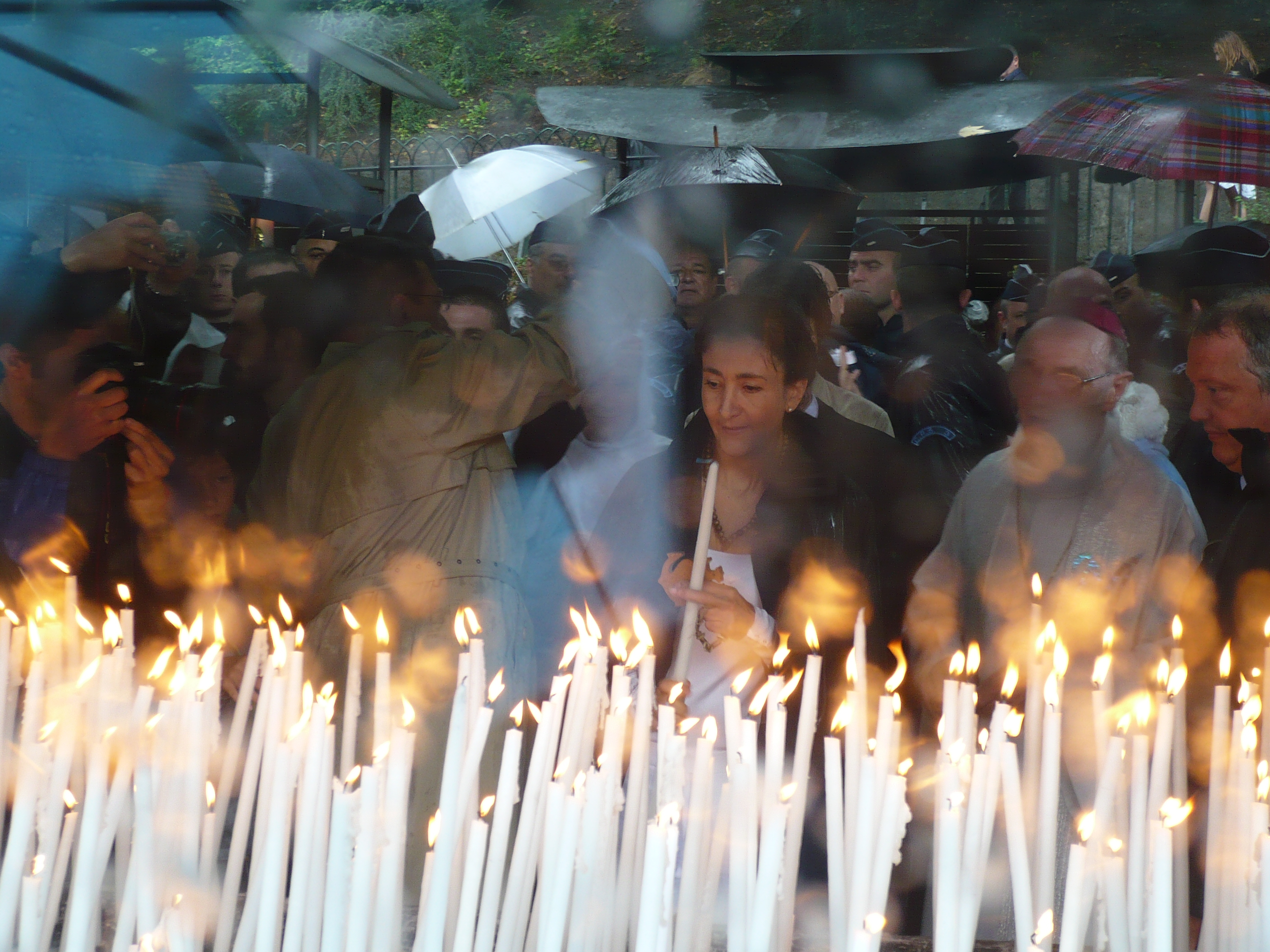
Íngrid Betancourt allumant une bougie dans le sanctuaire de Lourdes, le 12 juillet 2008.

Le déferlement médiatique qui accompagne la présence d'Íngrid Betancourt en France, en particulier lors de sa visite à Lourdes le 12 juillet 2008, suscite des critiques, notamment pour ses connotations religieuses.
Le 26 février 2009 paraît aux États-Unis le livre Out of Captivity de Marc Gonsalves, Tom Howes et Keith Stansell, trois co-otages d'Íngrid Betancourt durant cinq ans et demi, qui comprend des remarques très dures la concernant ; les trois auteurs ne sont pas du même avis,. Íngrid Betancourt aurait mis la vie des otages américains en danger en déclarant aux guérilleros qu'ils étaient des membres de la CIA. Ayant réussi à conserver sa radio, Íngrid Betancourt aurait refusé de communiquer aux autres prisonniers les informations qu'elle recevait. Keith Stansell, pour sa part, va jusqu'à affirmer qu'elle volait de la nourriture et qu'elle essayait de prendre le contrôle du camp de prisonniers. Gonsalves, qui noua une certaine amitié avec Íngrid Betancourt, a cependant nuancé le propos de Stansell en affirmant qu'elle « ne rendait pas la vie facile aux guérilleros ».
Le Point décrit en détail et analyse la personnalité d'Íngrid Betancourt dans un article, ce qui suscite une polémique.

### Après sa libération

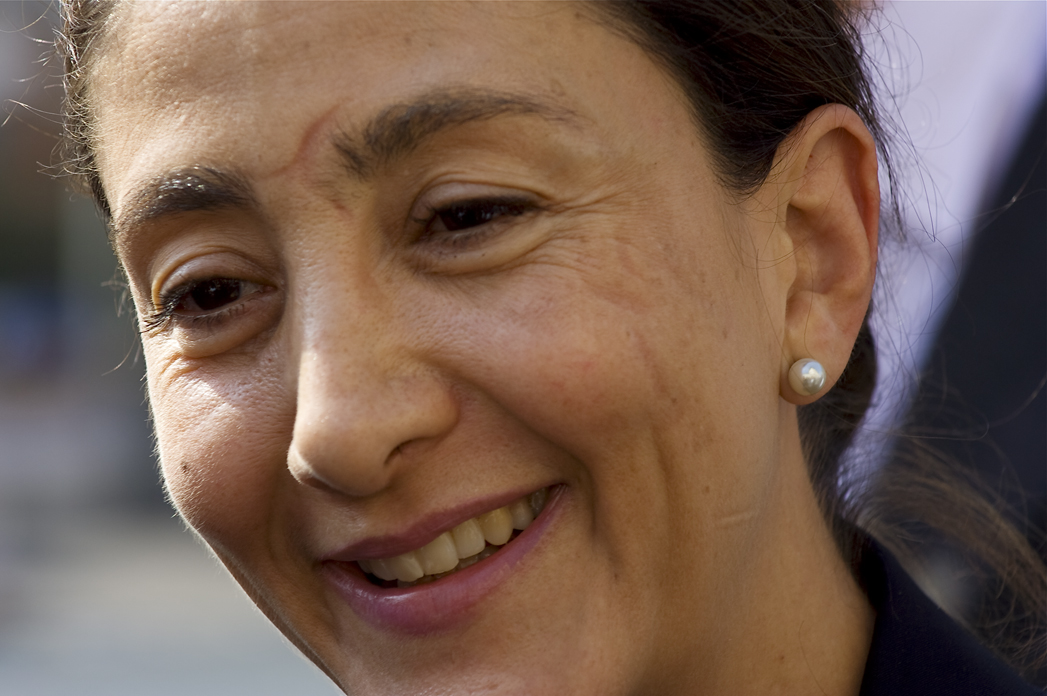
Íngrid Betancourt en 2008.

Dans une entrevue à la radio colombienne Radio Caracol (es) fin septembre 2008, Íngrid Betancourt, bien qu'elle rêve de retourner en Colombie, s'estime en danger dans ce pays parce qu'elle reste « un objectif militaire » pour les Farc.
Elle ne souhaite pas reprendre part à la vie politique colombienne ; toutefois elle reste mobilisée pour la libération des otages restants aux mains des Farc, et indique qu'il y a « d'autres façons » d'aider son pays, y compris depuis l'étranger. Le 22 novembre 2008, à l'hôtel de ville de Paris, Íngrid Betancourt demande à deux cents membres de comités de soutien venant de France et d'Europe de ne plus utiliser son nom. Ce souhait avait été recueilli quelques jours auparavant par Mathieu Deslandes dans Le Journal du dimanche. En conséquence, la Fédération internationale des comités Íngrid Betancourt (Ficib) adopte le nom de « Fédération internationale des comités libertad pour la libération des otages en Colombie (Ficlloc) ; son logo est modifié : il ne reprend plus le visage d'Íngrid Betancourt, mais une main sortant de trois fils de fer barbelé avec le slogan « Libertad ».
En janvier 2010, son ancien mari Juan Carlos Lecompte accuse la guérilla des Farc d'avoir rendu son ex-compagne très glaciale dans le livre Íngrid et moi, une liberté douce-amère, publié en français aux éditions Alphée.
En juillet 2010, Íngrid Betancourt réclame 6,6 millions de dollars de dommages-intérêts pour les traumatismes et les pertes dus à sa période de captivité. Le gouvernement colombien dénonce cette attaque contre les soldats qui l'ont libérée. L'affaire scandalise l'opinion publique colombienne, dans toutes ses strates, politiques de droite et de gauche, religieuses . Íngrid Betancourt fait marche arrière au cours d'un entretien télévisé mené par Dario Arizmendi le 11 juillet 2010, avançant plusieurs motifs de rétractation. Quelques jours plus tard, elle refuse une indemnité de 450 000 euros de la France émanant du Fonds de garantie des victimes des actes de terrorisme et d'autres infractions la jugeant trop faible au regard de son préjudice. Ce retour en arrière s'explique par la crainte de voir la polémique sur l'action judiciaire qu'elle envisageait de mener contre l'État colombien se répandre en France.
Fin juillet 2010, elle exclut toute reprise d'activité politique.
En juin 2013, à l'occasion du cinquième anniversaire de sa libération, elle plaide pour une suspension de peine pour les guérilleros repentis. Elle estime que « nous ne pouvons pas continuer une justice de vengeance, la paix va nous demander d'accepter un certain degré d'impunité, c'est inévitable ».
En juin 2018, elle soutient Gustavo Petro à l'élection présidentielle.

### Retour en politique
En janvier 2022, elle présente sa candidature à l'élection présidentielle au nom du Parti vert oxygène qu'elle a réactivé. Sa candidature constitue une surprise ; depuis sa libération, en 2008, elle a toujours vécu à l'étranger, surtout en France.
Elle fait partie au début de la campagne d'une coalition centriste qu'elle fait finalement éclater par ses déclarations contre ses partenaires, les accusant de corruption. Elle déroute ses sympathisants par ses attaques très vives contre l'opposition de gauche, puis par sa main tendue à l'ancien président issu de la droite radicale, Alvaro Uribe (2002-2010), chef du Centre démocratique, le parti au pouvoir, qu'elle critiquait auparavant. Le 20 mai, créditée de moins d'1 % d'intention de vote, elle se retire et soutient le candidat indépendant Rodolfo Hernández.

### Religion
Íngrid Betancourt est catholique et affiche sa foi publiquement. Le 1er septembre 2008 le pape Benoît XVI, avec qui elle entretient d'excellents rapports (« un rêve », « une expérience inoubliable », « depuis ma libération je voulais le voir et l'embrasser ») lui accorde une audience privée. En 2014, après un master en doctrine moderne, elle étudie la théologie de la libération au Harris Manchester College à Oxford où elle est inscrite depuis 2011.
Elle se rend en pèlerinage à Lourdes le 14 août 2015.

## Publications
- Sí sabía, 1996 : enquête sur le financement de la campagne électorale d'Ernesto Samper par le cartel de Cali.
- En collaboration avec Lionel Duroy, La Rage au cœur, Paris, XO éditions, 2001, prix spécial du jury du prix Vérité 2007.
- Même le silence a une fin, éditions Gallimard, 2010.
- Demain dans tes yeux, éditions Gallimard, 2014.
- La Ligne bleue, éditions Gallimard, 2014 : roman sur l’Argentine à l’époque de la dictature militaire des années 1970-1980[74].

## Hommages
- Une salle municipale porte son nom à l'espace Olympe-de-Gouges à Saint-Germain-lès-Arpajon.
- Un rond point porte son nom à Baillargues.

## Distinctions
- Médaille d'honneur de l'Assemblée nationale, 2009[75]

### Filmographie
- Merci Bernard, dans un épisode de 1983 (en tant qu'actrice : elle interprète une nonne).
- Íngrid Betancourt : six ans dans la jungle (Hostages: The Kidnapping of Ingrid Betancourt), documentaire d'Angus McQueen, Royaume-Uni, 2010, 90 min.